# Thevenetimyia melanderi
Thevenetimyia melanderi är en tvåvingeart som beskrevs av Hall 1969. Thevenetimyia melanderi ingår i släktet Thevenetimyia och familjen svävflugor. Inga underarter finns listade i Catalogue of Life.